# イラワジ会戦
イラワジ会戦は1944年12月から1945年3月28日にかけて行われた日本軍とイギリス連邦軍との戦い。英軍が勝利した。イラワジ会戦は狭義ではメイクテーラ会戦を含まないが、本稿ではメイクテーラ会戦も併せて述べる。

## 背景
1944年後半、日本を取り巻く戦略状況は著しく悪くなっていっていた。ビルマの第15軍はインパール作戦で戦力の過半を失い、雲南方面では中国遠征軍の強圧にさらされていた。インパール作戦後、日本軍はビルマ方面軍および第15軍司令部員を刷新、方面軍司令官には木村兵太郎中将、方面軍参謀長には田中新一中将、第15軍司令官には片村四八中将が着任し新たに任務に邁進した。
南方総軍は9月26日作戦命令を示してビルマ方面軍の任務を改めた。これを要約すれば、「ビルマ南部の要域を確保することによってマレー半島、タイなどの内側の守ること」、「できるかぎりインド・中国間の連絡を封殺すること」の2つである。
南方軍の隷下たるビルマ方面軍においては、田中新一方面軍参謀長を中心として将来の作戦指導について検討していた。方面軍は新たな南方軍命令に基づき、9月末作戦指導要領の腹案を策定した。これによれば、マンダレー付近と同地以南イラワジ湖畔正面に対する作戦を「盤作戦」とし、これを担当する第15軍は英印軍と決戦を志向するものとされていた。根本方針は、方面軍は戦略的には持久するが、戦術的には積極的に反撃をし、それによって持久目的を達するということである。木村兵太郎方面軍司令官は決戦に陥ることで持久目的を達せなくなると渋ったが、田中参謀長の強引な主張に負けて認可した。
連合軍側では、ビルマにおいて総反攻を開始した。1944年秋に決定された東南アジア戦域軍作戦計画「キャピタル」の要旨は以下の通りである。
1. 第14軍はチンドウィン河を渡河前進し、チンドウィン河とイラワジ河との間の地域を占領（マンダレー占領も含む）
2. 北部戦区軍と中国遠征軍はタベイキン～モゴック～ラシオの線に前進する
3. 第15軍団はアラカン地区で限定攻撃、連合軍航空基地の確保、援護
4. それらの作戦の進展に伴い、海上と空挺攻撃により1945年3月にラングーン占領（ドラキュラ作戦）

これに基づき、英第14軍司令官ウィリアム・スリム中将はシュエポにおいて日本軍と決戦をしようと考えた。

## 作戦構想

### 日本軍
ビルマ方面軍の中央に位置する第15軍は、方面軍の意向に基づき、イラワジ河の両岸の障害を利用しつつ敵の半渡に乗じて攻勢に転じ敵を撃砕する計画を立てた。
- 1号攻勢 ミンム方面より来攻する敵に対する反撃
- 2号攻勢 キャクタロン方面より来攻する敵に対する反撃
- 3号攻勢 1号、2号攻勢の実施に先立ちマンダレー上流地区より渡河来攻する敵に対する反撃
- 4号攻勢 軍の左翼方面より来攻する敵に対し、おおむねミンギャン以南地区よりする反撃

第15軍各師団はそれぞれ、第15師団はマダヤ、第31師団はミンム、第33師団はミンギャン・パコック付近に第1線として配備し、第2線として第53師団をキャウセ付近に控置した。また、第31師団の一部をもってサゲイン付近、第33師団の一部をもってミンギャンのイラワジ河前岸にそれぞれ拠点を形成した。

### 英連邦軍
ビルマ中部に位置する英第14軍はウィリアム・スリム中将のもと「キャピタル計画」に基づき、シュエポにおいて日本軍と決戦せんとした。土地が平坦なため、航空支援と機甲部隊の投入に有利なためである。加えて、これまでの行動からして日本軍が血を流すことなしに土地を放棄するとは考えがたかったからである。しかしながらシュエポにおいて日本軍は遅滞行動をし、鹵獲資料や航空情報から類推してイラワジ前方ではなく後方において決戦するものと思われた。ここにおいてスリム中将は計画を変更し、第33軍団をもってマンダレー北方と西方で渡河して日本軍を牽制し、主攻の第4軍団をもってガンガウを南進してパコックより奇襲的に渡河して一気にメイクテーラを占領するに決した。

## 両軍の態勢

### 日本軍
インパール戦後よりビルマ方面軍は必死となって落ち込んでいた戦力回復につとめていた。1945年1月末におけるビルマ方面軍の戦力は以下の通りである。第15軍では第15師団4000名、第31師団6290名、第33師団4300名、第53師団4853名。第33軍は第18師団7190名、第56師団6445名。第28軍の各師団の戦力は明らかではないが、軍全体は4万名である。ほかに軍直轄として第49師団11778名などがあった。
第15軍の各師団砲兵は10ないし12門。田中方面軍参謀長は一個師団に1万人を見積もっていたが大きく割れこんだ。航空機のほうも寂しいばかりで、1944年10月時点での第5飛行師団の出動可能機は64機しかなかった。
- ビルマ方面軍（木村兵太郎中将）
  - 第15軍（片村四八中将）
    - 第15師団（柴田夘一中将）
    - 第31師団（河田槌太郎中将）
    - 第33師団（田中信男中将）
    - 第53師団（林義秀中将）
    - 戦車第14連隊

  - 第28軍（桜井省三中将）
    - 第54師団（宮崎繁三郎中将）
    - 第55師団（花谷正中将）
    - 独立混成第72旅団（山本募少将）

  - 第33軍（本多政材中将）
    - 第18師団（中永太郎中将）
    - 第56師団（松山祐三中将）

  - 方面軍直轄
    - 第49師団（竹原三郎中将）
    - 第2師団（岡崎清三郎中将）

### 英連邦軍
対する英第14軍は1942年に惨敗したときとはまったく違う戦力をもつようになっていた。第14軍の5個師団中、イギリス本国兵から成るのは第2師団だけで、あとはインド兵師団である。各師団は一般に2個野砲兵連隊と1個山砲兵連隊を有し、各野砲兵連隊は火砲18門、山砲兵は12門である。ほかに対戦車連隊なども持っていた。コヒマの戦いで日本軍を追い散らした英軍兵は、日本兵がもはや超人でないことを自覚し、自信をもって戦闘を行えるようになっていた。
英第14軍は戦車旅団も有しており、歴戦の第254戦車旅団（リー、グラント戦車装備）は第33軍団、第255戦車旅団（シャーマン戦車装備）は第4軍団に配属された。航空戦力は1200機と圧倒的で、イギリス空軍とアメリカ陸軍航空隊の在ビルマ戦力は日本軍のそれを大きく引き離していた。
- 第14軍（ウィリアム・スリム中将）
  - 第4軍団（フランク・メッサーヴィ中将）
    - 第7インド師団（G.C.エヴァンス少将）
    - 第17インド師団（D.T.コーウェン少将）
    - 第255インド戦車旅団（C.E.ペート准将）
    - 第28東アフリカ旅団（W.A.ディモリン准将）
    - ルシャイ旅団（P.C.マリンディン准将）

  - 第33軍団（サー・モンターギュ・ストップフォード中将）
    - 第2師団（C.G.C.ニコルソン少将）
    - 第19インド師団（T.W.リース少将）
    - 第20インド師団（D.D.グレーシー少将）
    - 第254インド戦車旅団（R.L.スコーンズ准将）
    - 第268インド歩兵旅団（G.M.デール准将）

  - 第14軍直轄
    - 第5インド師団（E.C.R.マンサー少将）

## 経過

### シュエポ、マニワ付近の戦闘
1944年10月下旬より第31師団はシュエボ付近をなるべく長く保つ任務を受けていた。第31師団はシュエボ北方カンバルには歩兵第58連隊、シュエボには歩兵第124連隊、サゲイン付近には歩兵第138連隊と師団砲兵隊を配置し準備した。カンバル方面では、12月10日第15師団の後衛を収容した後、12月26日より英第19インド師団の攻撃を受けた。第58連隊はカンバル北方で英第19インド師団を待ち伏せして阻止していたが、包囲の危険を感じ、1月1日夜に師団命令によってカンバルを南下して離脱した。第58連隊撤退に伴いシュエボにイギリス軍が進撃してきた。第124連隊を主力として師団砲兵隊の一部を有する日本軍は1月7日、8日とシュエボにおいてイギリス軍と交戦、英軍が退路遮断の構えを見せたため、第31師団はイラワジ湖畔に後退した。
第15軍隷下の第33師団は1944年末よりマニワ平地へ移動し、歩兵第213連隊はマニワをなるべく長く確保する任務を、同連隊の第3大隊はブダリン占領の任務を受け配置についた。1月5日より南下してきた英第20インド師団の第32旅団がブダリンを攻撃した。第3大隊は約100名しかおらず、しかもブダリンは平らな土地だったため苦戦した。1月9日夜、撤退の命令を受けて第3大隊はブダリンを脱出した。さらに南下する英第20インド師団は、1月12日頃よりマニワを守る歩兵第213連隊の陣地にぶつかった。イギリス軍の航空支援にも負けず第213連隊は防戦したが、陣地が破られそうになったため、21日夜マニワを撤退した。
マニワからより西のガンゴウは、第33師団歩兵第215連隊の第3大隊が1944年11月より占領していた。1月10日、集中爆撃とともに英ルシャイ旅団がガンゴウを攻撃。兵員の損害を恐れる守備隊はそのまま撤退した。日本軍はガンゴウからパコックに続く道に注目せず、スリム中将は企図の秘匿に成功した。

### 3号攻勢
イラワジ前方の日本軍を駆逐したイギリス軍の第2師団はマンダレー西側地区へ前進し、第19インド師団はマンダレー北方のカブエット、チョウミョウにおいて渡河攻撃を行った。「第19インド師団は突出しており、これを撃破すればイギリス軍の軸心に打撃を与え、イギリス軍が主攻をかけるであろうマンダレー西側での渡河の企図も挫折させることが出来る」と第15軍は考えた。1月20日、第15軍司令官片村四八中将は3号攻勢を発動、マンダレー北方を守る第15師団に加えて第53師団と野戦重砲兵第5連隊が投入された。昼間は連合軍の航空部隊の優勢下にあるため、1月25日夜より日本軍は砲兵支援の下夜襲を繰り返した。第15、第53師団は英第19インド師団の橋頭堡の堅陣を抜くことが出来ず、逆に1月25日マンダレー西側のミンムが英第20インド師団に占領された。1月29日、マンダレー西側に危機を感じた第15軍は3号攻勢を中止。第15師団は2月8日まで独力で攻撃を続けて橋頭堡を拘束し続けていたが、多大な損害をこうむり、2月中旬よりマンダレーへの遅滞行動に移った。

### マンダレー西側地区
1月22日、マニワより東進する英第20インド師団第100インド旅団はミンムを攻撃した。ミンムを守っていたのは歩兵第138連隊第1大隊であったが、激しい航空攻撃と機甲部隊にたまらず、23日陣地を捨てて南岸へ撤退した。第31師団長河田槌太郎中将は過早の撤退に激怒して逆襲を命じたが成功しなかった。
サメイコン対岸では歩兵第213連隊第2大隊、歩兵第214連隊第1大隊が陣地を占領していた。いずれの大隊も100名を超えていなかった。1月下旬より2月上旬にかけて英第80インド旅団が攻撃をかけてきたが、日本軍は歩砲協同により守りきった。イギリス側からすれば、これは主攻である英第4軍団の渡河秘匿のための欺瞞行動だった。
シュエボより南進する英第2師団は補給延滞のためゆっくりと南へ下り、1月24日オンドウを占領した。1月31日、サゲイン橋頭堡の外郭に航空・砲兵支援の下攻撃をかけたが、前年の10月より工事をしていた陣地にはびくともしなかった。2月4日、英第2師団はサゲイン橋頭堡の前進陣地を占領した。その後、英第2師団は堅牢なサゲインよりミンムに目を移し、英第20インド師団とともにミンム渡河を準備した。

### 1号攻勢
イラワジ河に達したイギリス軍はミンムより英第20インド師団、ニャングより主攻の英第7インド師団が渡河準備をした。
2月12日夜、英第20インド師団はミンムより渡河した。2月16日、マンダレー西方地域の危機を感じ取った第15軍司令官片村四八中将は1号攻勢を発動。第53師団（1個歩兵連隊、1個砲兵大隊）及び第31、33師団を主力として軍砲兵、戦車第14連隊などをもって攻勢をとった。英軍渡河正面にいた部隊は1号攻勢発動前に反撃に出ているが、昼間の爆撃・砲撃に苦しみ、夜襲をかけてもほとんど失敗した。2月20日には戦車第14連隊の虎の子20両のうち、10両が爆撃によって破壊された。各部隊は必死の夜襲をかけるもイギリス軍の橋頭堡拡大を止めることが出来ず、日本軍はサゲイン橋頭陣地をも放棄した。3月24日には集積地であるミンギャンも英軍によって占領された。

### マンダレーの失陥
マンダレー北方地区では、1月上旬より第15師団が防御していたが、3月上旬にはマンダレーまで圧迫させられていた。第15軍は第15師団にマンダレー死守を命令。元第33軍参謀長として拉孟・騰越の兵士を玉砕させてしまった第15師団長山本清衛中将にとっては心痛いところであったが、第15軍の厳命により玉砕覚悟でマンダレー防衛戦に望んだ。
3月9日早朝、イギリス軍はマンダレーヒル頂上に奇襲をかけ、これを占領した。対する日本軍はなお丘の南半分を確保し、13日イギリス軍によって完全占領されるまで頑強に抵抗した。3月10日には、イギリス軍がマンダレー市街地へと進撃し、建物による日本兵は英兵と寸土を争って戦った。3月18日、抵抗の限界と見た第15軍司令官はマンダレー撤退を命令。第15師団は夜襲によって血路を開き、19日夜マンダレーを撤退した。

### 英主力の渡河
ニャングでは、ミンムより2日後の2月14日未明より渡河攻撃した。対岸からの日本軍の銃火により英軍は大混乱に陥ったが、戦車・砲兵・航空支援により次第に日本軍を圧迫し、15日には山のように物と人が対岸へと渡って行った。ニャング、パガン地域には当初インド国民軍第2師団がいたが、英軍が渡河に成功し橋頭堡を確固たるものにすると降伏あるいは敗走した。また2月12日に歩兵第215連隊第2大隊（約80名）がニャングに到着し、14日同じくイギリス軍を迎え撃ったが、英軍の猛撃に耐え切れず後退した。

### イラワジからメイクテーラへ
2月23日夜、メイクテーラにおいて田中方面軍参謀長、南方軍総参謀長、第15軍司令官などが集まって会議が行われた。困難を極める戦況を打開するための方策を話し合う会議であり、田中参謀長は第15軍に「イラワジ河の前後岸いずれにも攻勢を採れるよう弾力性のある指導を要望」し承認された。2月25日、第15軍はミッタの戦闘指揮所に各師団参謀長などを招集し、前日に決定された計画について話し合った。しかし、突如第15軍に「戦車、自動貨車約2000両からなる敵は、メイクテーラ方面に突進中」との緊急電報がもたらされ、会議は解散となった。この電報を受けて第15軍は1号攻勢の中止、メイクテーラ方面へ全力を傾けることを決定し、27日方面軍に電報された。しかし方面軍にはなぜか「戦車、自動貨車約200両」と伝えられた。方面軍はニャンウの敵をイラワジ南岸攻撃に策応する擾乱部隊と判断し、同27日夜こう返電した、
「メイクテーラの敵は恐るるに足らず、戦場の一波瀾に一喜一憂することなく、貴軍は毅然として盤作戦に邁進せらるべし」
これを見た第15軍は
「メイクテーラの情勢急変が果たして戦場局部の一波瀾なりや否やは事実が証明するであろう。軍はこの現実を一波瀾として軽視しえず」
と強い口調で返した。さらにビルマ方面軍の反対にもかかわらず第15軍はメイクテーラ会戦計画を策定し、方面軍に承認を迫った。第15軍のこの意見具申により方面軍に同調する空気が流れ、木村兵太郎方面軍司令官はとくに強く支持した。田中参謀長は反対したが、木村司令官が頑なに支持したため、田中参謀長も折れて第15軍案に同意した。

### メイクテーラの防衛
第15軍は第18師団および各種部隊を引き抜いてメイクテーラへ転用するよう処置し、さらに方面軍はペグー付近に集結中の第49師団に第15軍と協力してメイクテーラ南方より攻撃するよう命じた。このときメイクテーラには兵4千名程しかおらず、しかも他方面への転用が決まっている部隊が多く、実際には1千数百名しか使えなかった。この兵たちも多くは輜重兵や戦闘可能な病院患者によって臨時に編成された者たちである。
ニャングより前進する英第4軍団の第17インド師団および第255戦車旅団は、メイクテーラへと突進した。3月1日、英第17インド師団はメイクテーラ総攻撃を開始。英軍戦車に対し、日本軍は歩兵による肉薄攻撃、あるいはタ弾による直接砲兵射撃によって応戦し、惨烈な戦いを続けた。しかし3月3日にメイクテーラは陥落、残余の部隊は南方および東方へと敗走した。英第17インド師団は日本軍に推定2千名余りの損害を与え、砲約47門を鹵獲した。

### メイクテーラ奪還戦
北方より転進してきた第18師団は、3月8日夕方までにメイクテーラから30ないし40kmのウンドウィンに集結完了し、東飛行場奪還を目指して前進した。メイクテーラより反復出撃する英軍部隊により大損害を被りながらも、第18師団は16日黎明攻撃によって東飛行場を奪還した。イギリス軍はすかさず反撃して日本軍を撃退。日本軍はさらに第15軍の重砲兵によって東飛行場を制圧し、英軍の補給を妨害し続けた。
3月4日ごろより逐次ピョーペに集結した第49師団は、メイクテーラへ向かって北へ前進し、14日夜東飛行場へ挺身攻撃をかけた。第49師団は第18師団の動向がまったく分からず、協調を欠いていた。これを解決するため、ビルマ方面軍は雲南方面を担当していた第33軍司令部を転用し、これを決勝軍と号して第18師団、第49師団を指揮させ、メイクテーラ奪還を命じた。決勝軍は3月18日、両師団の攻撃を22日夜と定め、各師団は攻撃準備。しかし英軍はたびたび出撃を敢行し各所で対戦車戦闘が惹起、日本軍は甚大な損害を被った。悪戦苦闘の中、第18師団、第49師団は予定通り22日東飛行場を夜襲した。第49師団はメイクテーラ南方および東飛行場南東より強襲、第18師団は東飛行場北より攻撃してある程度占領した。第18師団は28日まで陣地を占領し続けていたが、第18師団、第49師団とも当初の戦力の3分の1まで落ち込み、もはやメイクテーラ奪還は不可能となりつつあった。

### 会戦の終結
3月28日、第33軍（決勝軍）指揮所においてこの後の作戦を決める重要な会議が行われた。第33軍参謀辻政信大佐は自軍の対戦車戦闘による多大な損害を述べた上で、
「敵戦車1両を破壊するのに火砲1門と人員50名の犠牲とを必要とする。したがって残存約100両の戦車を破壊するためには約80門の火砲と5千の人員を補充しなければならない。それまでにしてなお、作戦を継続し、メイクテーラ奪還を強行しなければならぬかどうか、方面の真意を承りたい」
と田中方面軍参謀長に詰め寄り、いまだ攻撃意思を持っていた田中参謀長をしてついに第33軍の任務解除を承諾させた。これによりイラワジ会戦は終結した。
イラワジ渡河以降、3月末までの英連邦軍の損害は概算して約1万8千名（内7500は戦病者）で、日本軍の損害も概算して12913名である。この後の後退戦において日本軍は、敗戦までに15万人以上の戦死者を出している。
あえて決戦を強行したことによってビルマ方面軍の破滅を早めてしまったことは日本軍にとって大きな痛手となった。また、マンダレー失陥はビルマ人民の変心を招くという政治上の打撃となっただけでなく、第15軍は兵站支援中枢を失い、第33軍は後方連絡線を遮断されてしまった。『戦史叢書 イラワジ会戦』において、不破博編纂官は「方面軍はイラワジ河畔で連合軍を邀撃すべく、強力にイラワジ会戦を指導したが、その強気の作戦指導も第一線兵団の実情に合わず、戦局は急速に悪化した。そしてメイクテーラの失陥によって最後の止めが刺された」と総括している。

## 評価

### 両軍司令官の統帥
木村兵太郎方面軍司令官は当初、田中参謀長を信任していた。しかしイラワジ会戦が敗勢になるにつれ田中参謀長を信頼しなくなり、自らがリーダーシップをとるようになった。司令官と参謀長のギクシャクした関係はのちのラングーン放棄にも尾を引いている。
スリムは木村を「非常に高度な現実主義と道徳的勇気を持っている指揮官」と評し、英軍に有利なシュエボで決戦しなかった、メイクテーラ危機を感じるや速やかに同方面に傾注したと称賛している。シュエボでの遅滞行動は田中参謀長の指導によるものであったが、2月以降の作戦指導は木村司令官自身によるものであり、第15軍の要求するメイクテーラ戦移行も田中参謀長の反対を排して木村が決断したものである。
一方のウィリアム・スリム軍司令官は、在ビルマのイギリス軍を立て直し日本軍を叩きつぶしたとして第2次大戦における偉大な将軍の一人といわれている。イラワジ会戦においては、ニャングへの奇襲的渡河によって日本軍の作戦を根底から覆し大戦果を得た。エドワード・ヤングは『孫子』の「およそ、戦いは正をもって合い、奇をもって勝つ」を引用して、木村将軍はマンダレーへの攻撃（正）を予期し、スリムもこれを行ったが、メイクテーラへの攻撃（奇）は予期せぬものであった。奇をともなう正の使用によってスリムは木村を屈服させたと述べている。

### 200両か2000両か
メイクテーラに突進する英印軍機甲部隊について、第1線部隊は2000の車両が進撃中との報告を行った。これに基づき、第15軍はイラワジ河方面は守勢に転じ、メイクテーラ方面に対処するべきとの意見具申を方面軍に打電した。ところが、方面軍参謀部には200両という電文がもたらされていたことによって英印機甲部隊を過小評価し、作戦上重大な齟齬をもたらした。
戦史叢書によれば、第15軍の酒井参謀は方面軍に電文を送ったさい2000両と明記して送ったと主張し、方面軍の河野情報参謀は方面軍電報班が独断で200と判断して参謀部に届けたのではないかとの意見を収録している。陸戦史集は、原因は明らかでないとしつつも、方面軍司令部電報班長をこなしていたこともある古賀俊次少佐（イラワジ戦時は第49師団参謀）の意見を載せている。曰く「電報における数字の取り扱いは特に慎重を期し、数字の暗号のほか数字略号の暗号も重複するようにしていた。したがって200と2000とを誤るようなことは、絶対にありえない」と。
（元歩兵第215連隊将校）磯部卓男やビルマ方面軍後方参謀だった後勝は次の見解を示している。それによれば、方面軍情報課が電文を2000両から200両に書き換えたというのである。
方面軍電報班員で第15軍からの暗号電文を実際に翻訳した穴原隆治上等兵はこう回想している。「当時の暗号は、数字のような間違えやすい文字は、本文の数字のほかに符号によって二重に送信し、間違いを防ぐ方法が取られていた。たとえば、二〇〇〇という数字の次には、”フタ、マル、マル、マル”と送られていたから、この両方を付き合わせ、両方とも一致すれば間違いないというわけで、私は自信をもって二〇〇〇と翻訳した」。穴原上等兵が2000両と書いた電文を河野情報参謀に渡すと、河野参謀は「2000は200の誤りではないか」として穴原上等兵と押し問答となったすえ、ついに200両と書き直させられたというのである。これに関し、磯部卓男は電文から故意に零を一つ消したのは田中参謀長か門松情報課長の意向があったのではないかとも推察している。